# Рачинский, Эдвард Бернард
Эдвард Бернард Рачинский (пол. Edward Bernard Raczyński; 19 декабря 1891[…], Закопане, Цислейтания — 30 июля 1993[…], Лондон) — польский политик, дипломат, писатель, президент Польши (в изгнании) в период 1979—1986 годов. Долгожитель: прожил 101,5 год (на момент начала президентства — 87 лет, на момент окончания — 94).

## Биография
Граф, происходил из известного великопольского рода Рачинских герба Налеч. Его отцом был Эдвард Александр Рачинский, а матерью — Роза Потоцкая (бывшая также замужем за Владиславом Красинским). Был братом Рогэра Адама Рачынского также сводным братом Кароля Рогера Рачинского, а также Адама Красинского.
Учебные годы провёл в Кракове, где жил в резиденции «под Овнами», в доме бабушки Адама Потоцкого. После её смерти вместе с семьёй переехал на улицу Больничную неподалёку театра. Поначалу учился вместе с братом Рогером дома, что было общей практикой в польских земствах. Затем (с пятого класса) посещал II Лицей им. короля Яна III Собесского в Кракове.
Учился юридическим дисциплинам в Лейпциге, учился также в лондонской Школе Политических Наук, был доктором права Ягеллонского университета.
В 1919 году начал работу в Министерстве иностранных дел Польши. Работал в дипломатических представительствах в Копенгагене, Лондоне и Женеве.
С 1932 года представлял Республику как постоянный представитель при Лиге Наций в Женеве (пробыл на этом посту без малого три года).
Через два срока полномочий с 1934 года вплоть до отказа от признания правительства Польши в изгнании 5 июля 1945 года был послом Польши в Лондоне. Именем польского правительства подписывал польско-британский союзный договор. В 1941—1943 был министром иностранных дел Польши в изгнании. До войны был сторонником санации.
Организатор, также вместе с Владиславом Андерсом и Томашем Арчишевским член Совета Трёх, созданного в 1954 году вследствие оппозиции перед Августом Залеским, который не хотел уступать поста президента. Его состав менялся шесть раз, однако постоянным её членом был Эдвард Рачинский.
После 7-летнего срока президентских полномочий (1979—1986) ушёл в соответствии с предварительным объявлением, как и его предшественник, с поста главы государства. Его преемником стал Казимеж Саббат.
Основал в 1990 году Фонд Рачинских в Познани и передал ему Рогалинскую Галерею при Национальном Музее, в котором он оставался фактическим владельцем. В состав галереи вошли более 300 картин, скульптур, других предметов искусства, а также дворец и парк в Рогалине.
В качестве Президента Польши был кавалером Ордена Белого Орла. Награждён командорским крестом ордена Трёх звёзд.
Похоронен в Рогалине.

## Семья
Был трижды женат. Первой его женой была англичанка Джойс Маркхем (1902—1931). Брак заключён в Лондоне в 1925 году, но она рано умерла. Детей от первого брака не было.
Второй женой стала Цецилия Ярошинская (1906—1962), поженились в 1932 году. У них было трое дочерей:
1. Ванда (род. 1933) замужем за Рышардом Дембинским;
2. Виридянна (род. 1935) замужем за Ксаверием Реем;
3. Катажина (род. 1939).

В 1991 году в Лондоне 100-летний Рачинский обвенчался с Анеле Лильпоп (род. 1910), дочерью известного варшавского архитектора Франтишека Лильпопа.
Был последним мужским представителем польской линии Рачинских, потому что ни его племянники, ни он сам не оставили потомков мужского пола.